# Gods of the Earth
Gods of the Earth es el segundo álbum de la banda de Heavy metal The Sword, lanzado a la venta el 1 de abril de 2008.

## Lista de canciones
1. "The Sundering" (instrumental) – 2:04
2. "The Frost-Giant's Daughter" – 5:02
3. "How Heavy This Axe" – 3:05
4. "Lords" – 4:57
5. "Fire Lances of the Ancient Hyperzephyrians" – 3:28
6. "To Take the Black" – 4:40
7. "Maiden, Mother & Crone" – 3:59
8. "Under the Boughs" – 4:57
9. "The Black River" – 5:53
10. "The White Sea" (instrumental) – 7:22
11. Untitled (instrumental hidden track) – 2:32

- Datos: Q5576891